# Buor-Sissi
Buor-Sissi (en rus: Буор-Сысы) és un poble de la república de Sakhà, a Rússia, que el 2018 tenia 373 habitants, pertany al districte de Khonuu.